# Blue Giant
Blue Giant (jap. ブルージャイアント) ist eine Mangaserie von Shinichi Ishizuka, die von 2013 bis 2017 in Japan erschien. Sie wurde 2016 bis 2020 mit Blue Giant Supreme, von 2020 bis 2023 mit Blue Giant Explorer sowie seit 2023 mit Blue Giant Momentum fortgesetzt. Das in mehrere Sprachen übersetzte Drama erzählt vom Werdegang eines japanischen Saxophonisten. 2023 kam ein Anime-Film auf Grundlage des Mangas in die japanischen Kinos.

## Inhalt
In der Mittelschule spielt Dai Miyamoto im Basketball-Klub. Doch als ein Freund ihn zu einem Jazz-Konzert mitnimmt, entbrennt in ihm die Begeisterung für die Musik. Er beginnt, sich Tenorsaxophon selbst beizubringen, obwohl er zunächst noch nicht mal Noten lesen kann. Doch er wird schnell besser und nimmt sich vor, der beste Saxophonist der Welt zu werden.
In Blue Giant Supreme reist Dai nach seinen Erfolgen in Japan nach München, um seinen Weg zum besten Saxophonisten weiter zu gehen. Er will lernen, wie in Deutschland Jazzmusik gespielt wird und wie er hier ein Publikum begeistern kann. Es fällt ihm, auch ganz ohne Sprachkenntnisse, schwer sich einzuleben und überhaupt einen Ort zum Spielen zu finden. Die Reaktionen des deutschen Jazzpublikums scheinen ihm kühl und distanziert. Doch dann trifft er Chris, der Dai bei sich unterkommen lässt und ihm seinen ersten Auftritt verschafft. Bei dem begeistert er das kleine, nur aus Freunden bestehende Publikum, und sichert sich so weitere Auftritte. Er sammelt drei gleichgesinnte, ebenfalls jeweils etwas eigensinnige Musiker um sich und gründet mit ihnen eine Band. Gemeinsam spielen sie in vielen europäischen Städten, auf ihren ersten Festivals und bringen auch eine CD heraus. Schließlich will Dai und auch die anderen sich weiterentwickeln und die Gruppe löst sich auf.

## Veröffentlichung
Die Serie erschien von Mai 2013 bis August 2016 im Magazin Big Comic des Shōgakukan. Die Kapitel wurden später auch gesammelt in zehn Bänden herausgegeben. Die erste Fortsetzung startete unter dem Titel Blue Giant Supreme im September 2016 im gleichen Magazin und wurde im April 2020 abgeschlossen. Sie erschien auch in elf Sammelbänden. Im Mai 2020 startete die zweite Fortsetzung Blue Giant Explorer, wieder im Big Comic, die im Mai 2023 beendet wurde. Sie umfasst gesammelt neun Bände. Die jüngste Fortsetzung Blue Giant Momentum startete im Juli 2023 und umfasst bisher fünf Sammelbände (Stand Juli 2025).
Der Manga wurde von Glénat ins Französische übersetzt und veröffentlicht, erschien bei Seven Seas Entertainment auf Englisch und bei J-Pop auf Italienisch. Die Fortsetzung erschien von Mai 2020 bis November 2022 vollständig auf Deutsch bei Carlsen Manga. Die deutsche Veröffentlichung der ersten Serie erschien zwischen September 2021 und Januar 2024. Die Fortsetzung wurde vorgezogen, um mit Deutschland als Schauplatz das deutsche Publikum besser ansprechen zu können.

## Verfilmung
Am 17. Februar 2023 kam eine Verfilmung der ersten Serie als Anime in die japanischen Kinos. Bei der Produktion von Studio NUT führte Yuzuru Tachikawa Regie. Das Drehbuch schrieb Number 8. Das Charakterdesign entwarf Yūichi Takahashi und die künstlerische Leitung lag bei Satoru Hirayanagi. Für die Musik waren Hiromi Uehara und Kazuma Jinnouchi verantwortlich.

## Rezeption
Der letzte der Sammelbände der ersten Serie verkaufte sich über 100.000 Mal in den ersten beiden Wochen. Die Bände von Supreme verkauften sich teils über 110.000 Mal in den ersten Wochen nach Veröffentlichung. Von April 2017 bis März 2018 gehörte die Serie dann auch zu den Mangas von Shōgakukan mit der höchsten Erstauflage, im Fall von Supreme von 200.000 Exemplaren. 2017 erhielt die Serie den Shōgakukan-Manga-Preis als bester Manga für das allgemeine Publikum. Zuvor war Blue Giant bereits zwei Mal für den Manga Taisho Award nominiert worden, 2018 auch für den Osamu-Tezuka-Kulturpreis sowie 2019 für den Grand Prix de la Ville d’Angoulême.
Für die in Deutschland spielende Fortsetzung hatte der Zeichner in München recherchiert, viele Ansichten der Stadt sind in den Geschichten zu sehen. Darunter auch Szenekneipen, die seither häufiger von japanischen Touristen auf der Suche nach den Schauplätzen des Mangas besucht werden. Auch der Betreiber einer der Bars hat sich in den Geschichten wiedererkannt. Für das deutsche Publikum sei die Fortsetzung besonders interessant, so die Journalistin Sabine Scholz, da ein Blick auf deutsche Gepflogenheiten und Verhaltensweisen geworfen werde. Der Manga sei „inhaltlich wie optisch einem breiten erwachsenen Publikum zu empfehlen“, der „Zeichenstil eher konservativ, mit sehr vielen realistischen Details und erinnere an bekannte japanische Künstler“. Auch die Süddeutsche Zeitung empfiehlt den Manga besonders, weil man ein „präzises, detailgenaues München-Bild wie noch in keinem Comic“ bekomme, und „das mit einer sehr interessanten Außensicht“, gehalten in einem klassisch-realistischen Zeichenstil.
Die Serie war auch Beispiel für das im Manga beliebte Sujet Musik in der Manga-Ausstellung des British Museum 2019. Dabei wurde die kreative Darstellung von Klang und Musik hervorgehoben, mit der die Auftritte der Musiker inszeniert sind, begleitet von japanischen Onomatopoesien, die jeden Leser die Musik mitfühlen, aber bei jedem eine andere Musik im Kopf entstehen lassen.